# Ibrahim Sangaré
Ibrahim Sangaré (2 de dezembro de 1997) é um futebolista profissional marfinense que atua como volante. Atualmente, joga pelo Nottingham Forest.

## Carreira
Ibrahim Sangaré começou a carreira no Toulouse.

## Títulos
PSV Eindhoven
- Supercopa dos Países Baixos: 2021, 2022, 2023
- Copa dos Países Baixos: 2021–22, 2022–23

Seleção Marfinense
- Campeonato Africano das Nações: 2023